# Campoletis latrator
Campoletis latrator là một loài tò vò trong họ Ichneumonidae.